# Jinggoy Estrada
Jinggoy Estrada (Manilla, 17 februari 1963) is een Filipijns politicus. Van 1992 tot 2001 was Estrada burgemeester van San Juan in Metro Manilla. Bij de verkiezingen 2004 werd Estrada gekozen in de Filipijnse Senaat. Jinggoy Estrada is de oudste zoon van voormalig president Joseph Estrada en voormalig senator Luisa Ejercito-Estrada. 
Hij is lid van Pwersa ng Masang Pilipino.

## Levensloop en carrière
De basisischool en middelbare school van Jinggoy Estrada was de Ateneo de Manila University. Toen hij begin twintig was begon Jinggoy Estrada in navolging van zijn vader ook te acteren. Hij volgde de opleiding A.B. Economics aan de University of the Philippines. Aansluitend behaalde hij een bachelor-diploma rechten aan waar hij zijn diploma behaalde in de richting Economie. Hierna volgde hij vier jaar lang de opleiding Rechten aan de Lyceum University. In die tijd was Jinggoy al de locoburgemeester van San Juan in Metro Manilla.
In 1992 werd Estrada in navolging van zijn vader gekozen als burgemeester van San Juan. Met zijn 29 jaar was hij de jongste burgemeester van het land ooit. Zowel in 1995 als in 1998 werd Estrada herkozen.
In 2004 stelde Jinggoy Estrada zich kandidaat als senator. Hij behaalde een tiende plaats en daarmee een senaatszetel tot 2010. Hij werd herverkozen en bleef senator tot 2016.

## Corruptierechtszaak
In 2001 werd zijn vader afgezet als president van de Filipijnen wegens verduistering en corruptie praktijken. Joseph Estrada werd opgepakt en een langdurige rechtszaak werd opgestart aan een speciale anticorruptie-rechtbank. Een van de medeverdachten van Joseph Estrada was zijn zoon Jinggoy. Op 12 september 2007 volgde na zes jaar lang procederen de uitspraak. Zijn vader werd schuldig bevonden en veroordeeld tot een levenslange gevangenisstraf. Jinggoy en de andere medeverdachten werden echter vrijgesproken omdat niet aangetoond kon worden dat zij betrokken waren geweest van illegale praktijken. Joseph Estrada werd ongeveer een maand gratie verleend en kwam op vrijdag 26 oktober 2007 op vrije voeten.